# 开唇虾脊兰
开唇虾脊兰（学名：Calanthe limprichtii），为兰科虾脊兰属下的一个植物种。